# Major League Baseball Draft

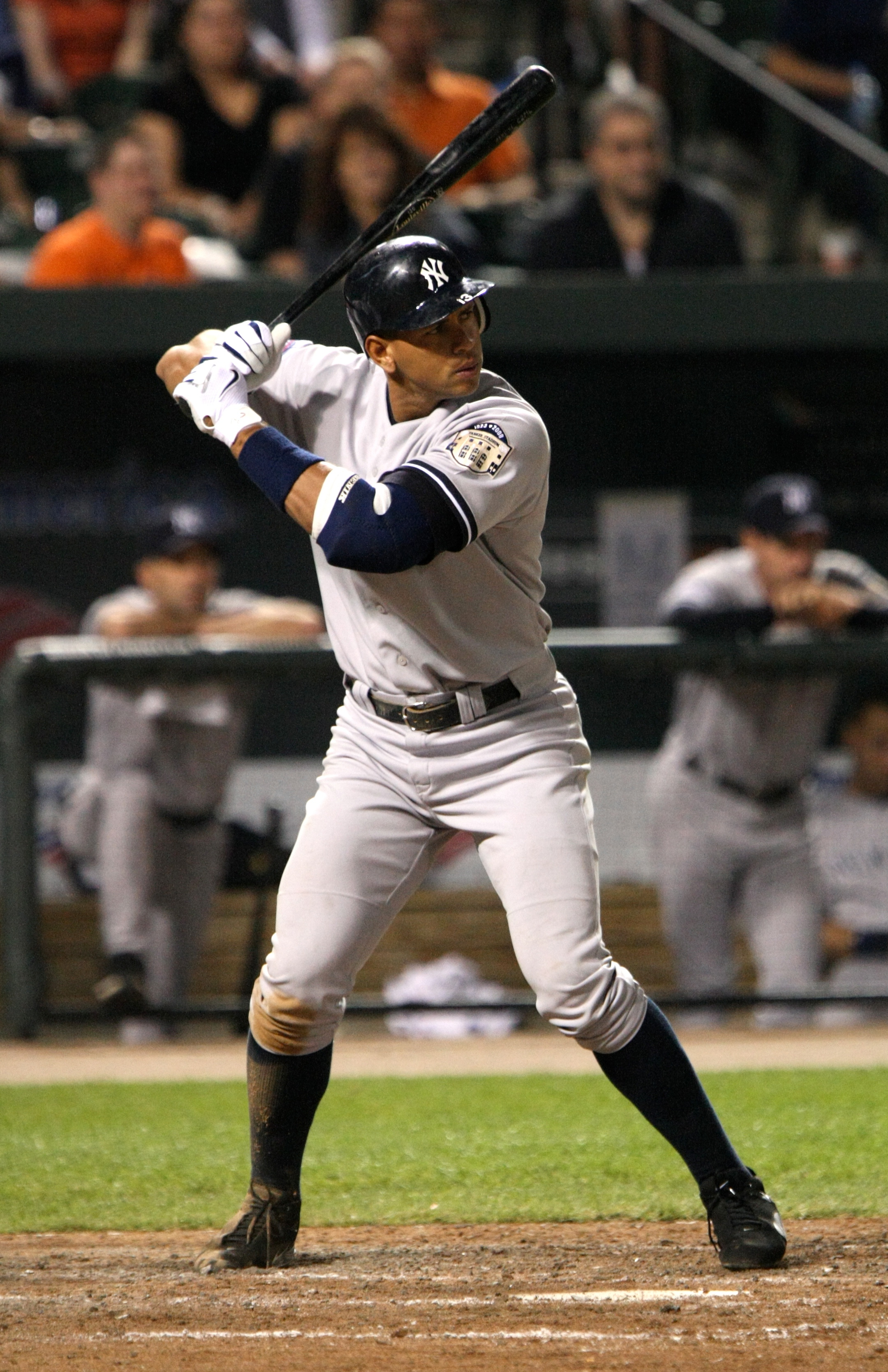
Alex Rodriguez valdes först av alla i draften 1994.

Major League Baseball Draft är en av två årliga drafter där den högsta nordamerikanska proffsligan i baseboll, Major League Baseball (MLB), låter ligans klubbar välja och därmed erhålla rättigheterna att kontraktera spelare utanför ligan. Klubbarna väljer framför allt spelare som går på high school och college, men även spelare i andra amatörligor.
Den andra årliga draften är den så kallade "rule 5 draft". Vid de tillfällen då nya klubbar etableras i MLB hålls en så kallad "expansion draft" där de nya klubbarna får välja spelare från de existerande klubbarna enligt vissa regler.

## Historia
Den första draften där klubbarna valde spelare i turordning arrangerades 1965. Innan draftsystemet infördes hade klubbarna rätt att kontraktera vilken amatörspelare som helst som de kunde komma överens med, vilket gjorde att rikare klubbar som New York Yankees kunde fylla sina farmarklubbar med talangfulla spelare medan klubbar med sämre ekonomi fick svårt att locka talanger till sig. Från draftens införande fick klubbarna välja i omvänd ordning jämfört med föregående säsongs resultat där den sämst placerade klubben fick välja först varefter valen skedde i stigande ordning med vartannat val gjort av en klubb från National League och vartannat av en klubb från American League.
Ursprungligen hölls tre drafter där den första, i juni, hölls för att välja spelare som gick ut high school och college på våren. Den andra, i januari, hölls för att välja spelare som tagit examen i december. Ytterligare en draft hölls i augusti för amatörspelare som deltagit i olika amatörligor under sommaren. Augustidraften avskaffades redan efter två år. Januaridraften levde vidare till 1986, då den hölls för sista gången. Därefter sker draften av amatörer bara en gång om året, numera i juli i samband med MLB:s all star-match.
En stor förändring genomfördes 2022, då man införde det nuvarande systemet där de sex första draftvalen fördelas mellan klubbarna efter lottdragning.

## Omfattning
Jämfört med övriga nordamerikanska professionella sporter så är MLB-draften väldigt omfattande. De 30 klubbarna får välja spelare i som mest 20 omgångar, vilket ger potentiellt 600 val. Därutöver finns vissa tillkommande draftval som utökar antalet valda spelare ytterligare. Före 2020 förekom hela 40 omgångar; till exempel gjordes 1 215 val under 2014 års draft. Som en jämförelse väljer klubbarna i National Basketball Association (NBA) totalt bara 60 spelare, klubbarna i National Hockey League (NHL) cirka 220 spelare och klubbarna i National Football League (NFL) cirka 250 spelare allt som allt. Det stora antalet val som görs medför även att endast en liten andel av alla valda spelare någonsin når spel i MLB.

### Spelare som kan väljas
De spelare som omfattas av draften måste uppfylla följande kriterier:
- Vara bosatt i antingen USA, Kanada eller i ett amerikanskt territorium som exempelvis Puerto Rico. Spelare från andra länder ingår inte i draften och får kontrakteras fritt om de inte går på high school eller college på någon av de nämnda platserna.
- Får inte ha eller ha haft kontrakt med en klubb i MLB eller i Minor League Baseball.
- Spelare på high school får bara väljas efter avklarad examen och innan de inlett studier på college.
- Collegespelare på fyraåriga utbildningar får bara väljas efter att de avslutat sina två första studieår eller efter att de fyllt 21 år.

2013 diskuterades möjligheten att införa en internationell draft, men MLB och MLB-spelarnas organisation MLBPA kunde inte komma överens om villkoren. Frågan kom upp igen inför 2022 års säsong, i samband med förhandlingarna om MLB:s nya kollektivavtal, men sköts på framtiden.

## Turordning
Klubbarna fick ursprungligen enligt huvudregeln välja i omvänd turordning, där klubben med sämst vinstprocent föregående säsong fick välja först, följt av klubben med näst sämst vinstprocent och så vidare. Om två klubbar hade samma vinstprocent gick man tillbaka och jämförde med resultaten för säsongen två år tidigare. 2022 infördes dagens lotterisystem där de sex första draftvalen fördelas mellan klubbarna efter lottdragning. De tre sämsta klubbarna från föregående säsong har störst chans att få förstavalet (16,5 % vardera) och därefter sjunker chansen successivt. Alla 18 klubbar som inte gick till slutspel föregående säsong är med i lotteriet och har därmed chans att få det eftertraktade förstavalet. Det finns dock begränsningar avseende hur många år i rad en klubb kan vara med i lotteriet; maxantalet är tre år.
Klubbarna kan använda draftval som ersättning vid spelarbyten. Klubbar kan även tvingas överlåta draftval vid värvningar av så kallade free agents, det vill säga spelare utan kontrakt. Det finns vissa kompensationsval som också delas ut till klubbar som ger rätt att göra extraval i draften enligt vissa kriterier.

## Kontraktering
Klubbarna som gör ett spelarval har en begränsad tid på sig att kontraktera de valda spelarna. Spelare som inte skrivit kontrakt med en klubb eller klubbens farmarklubbar fram till en vecka innan nästa års draft upphör att vara draftade och kan väljas igen. Samma gäller high school-spelare som valts men väljer att påbörja universitetsstudier i stället; de upphör att vara draftade. Klubbar som inte kan kontraktera sina draftval kan i vissa fall få välja en extra gång i en tidig omgång nästa år.
Klubbarna har vissa finansiella begränsningar för hur stora kontrakt och bonusar de kan komma överens med sina draftade spelare om. Det finns en fastlagt lönepool som begränsar det totala utrymmet att kontraktera spelare.